# 北彰會
北彰會位於北海道帶廣市本部的設置，日本的黑社會指定暴力團之一・六代目山口組的3次團體，上部團體 四代目山健組。
原「二代目北海道花田會」在2005年改稱「北彰會」。「北海道花田會」的前身則為一和會加茂田組第二代花田組。

## 歷代會長
- 初代（北海道花田會）：橋本政祥史（原花田組若頭）
- 第二代（二代目北海道花田會，北彰會）：橋本功一

## 最高幹部
- 會長・橋本功一（第四代山健組若眾）